# Gråkindad albatross
Gråkindad albatross (Thalassarche cauta) är en fågel i familjen albatrosser inom ordningen stormfåglar.

## Utseende

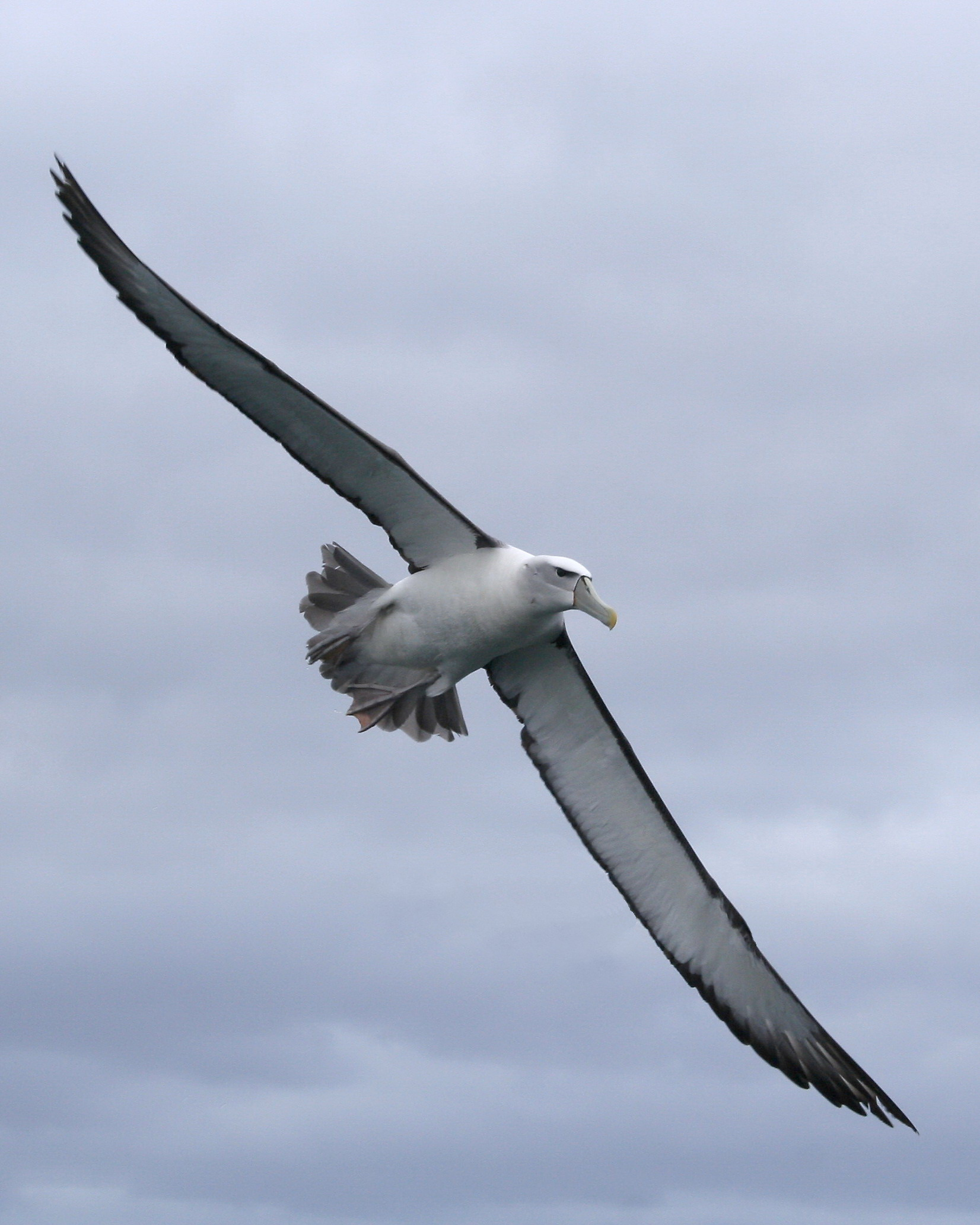
Gråkindad albatross följer ofta fiskebåtar, här vid Stewartön, New Zealand

Gråkindad albatross är 90 till 100 centimeter lång och har ett vingspann på 210 till 260 centimeter. Den väger mellan 2,6 och 5,3 kilogram. Tillsammans med systerarten gråryggig albatross räknas den som den största av arterna i släktet Thalassarche, som är små för att vara albatrosser.
Gråkindad albatross är svart, vit och skiffergrå med en karaktäristisk tumstor svart fläck vid basen av framkanten på undervingen. Adulta fåglar har vit panna och hjässa, som i nederkanten gränsar mot dess mörka ögonbryn och ansiktet är blekgrått. Ryggen, stjärten och översidan av vingarna är gråsvarta. I övrigt är den vit. Näbben är grågul med gul spets.

## Utbredning och taxonomi
Gråkindad albatross delas in i två underarter:
- Thalassarche cauta cauta – häckar på Tasmanien och angränsande öar.
- Thalassarche cauta steadi – häckar på Aucklandöarna.

Den största häckande kolonin finns på ön Mewstone utanför Tasmanien. Andra större kolonier finns på Albatrossön och Pedra Branca. Ungfåglar är kända för att flyga så långt bort som till Sydafrika och individer som inte häckar kan påträffas i alla de sydliga havsområdena.
Birdlife International och internationella naturvårdsunionen IUCN urskiljer sedan 2014 underarten steadi som den egna arten Thalassarche steadi.
Tidigare behandlades både gråryggig albatross och chathamalbatross vara underarter till gråkindad albatross och vissa gör det fortfarande.

## Ekologi
Gråkindad albatross lever på fisk som den huvudsakligen fångar nära ytan, men den kan också genomföra djupare dyk. Dyk ned till 5 meters djup har registrerats. Arten lever av fisk, bläckfisk, kräftdjur och manteldjur.
Fågeln häckar på öar och bygger reden som utgör en hög av jord, gräs och rötter. Den lägger sitt enda ägg under andra halvan av september.

## Bildgalleri

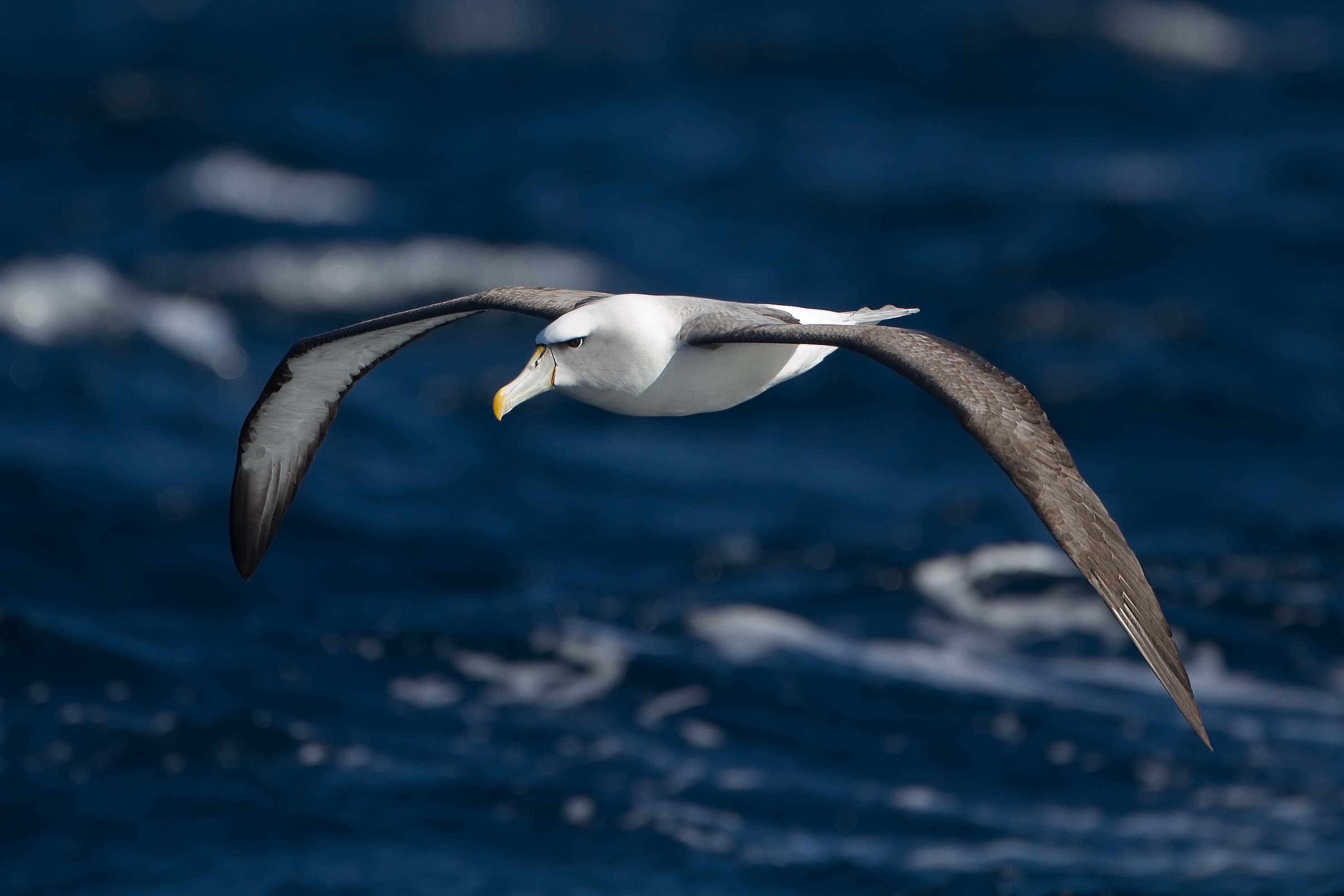
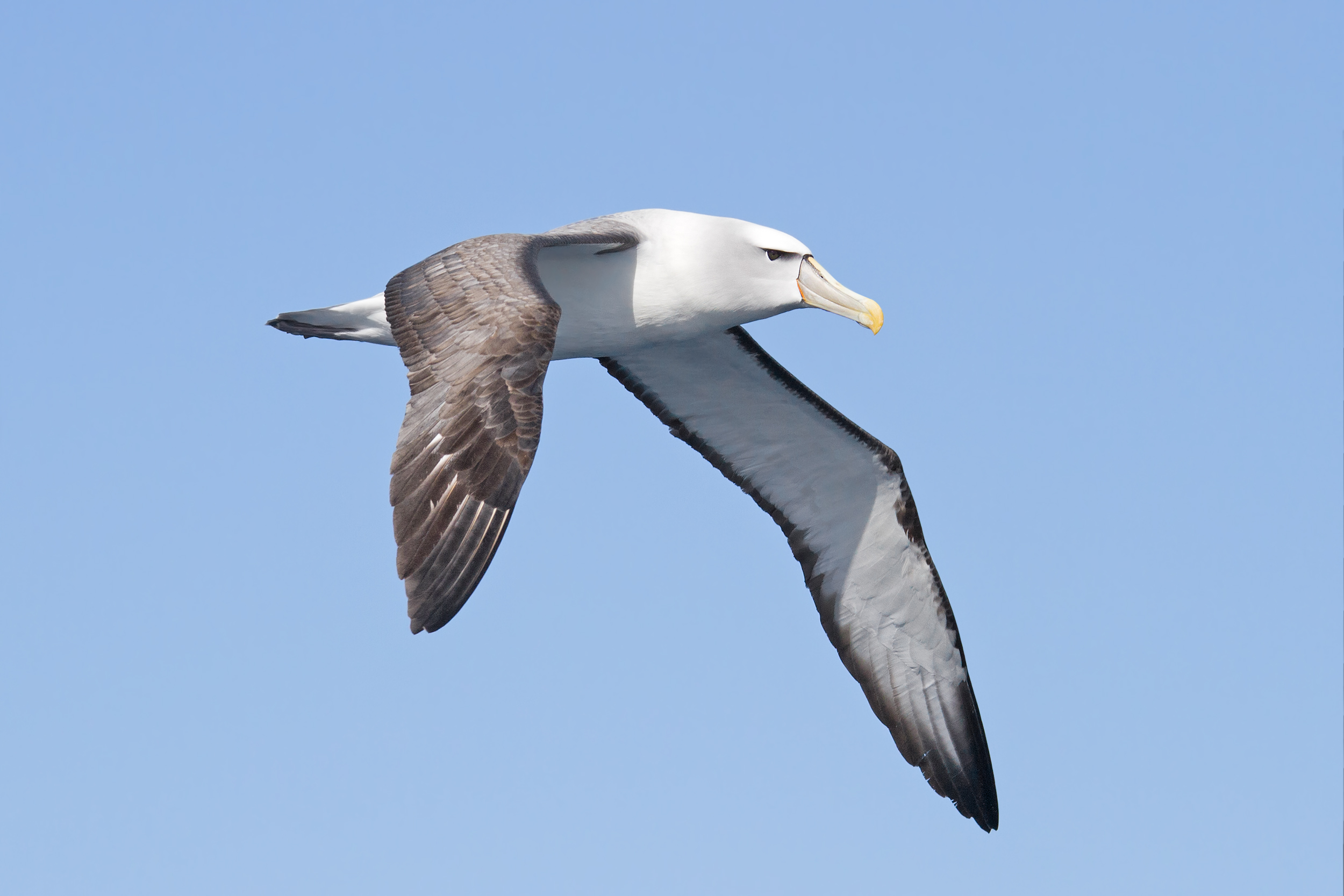
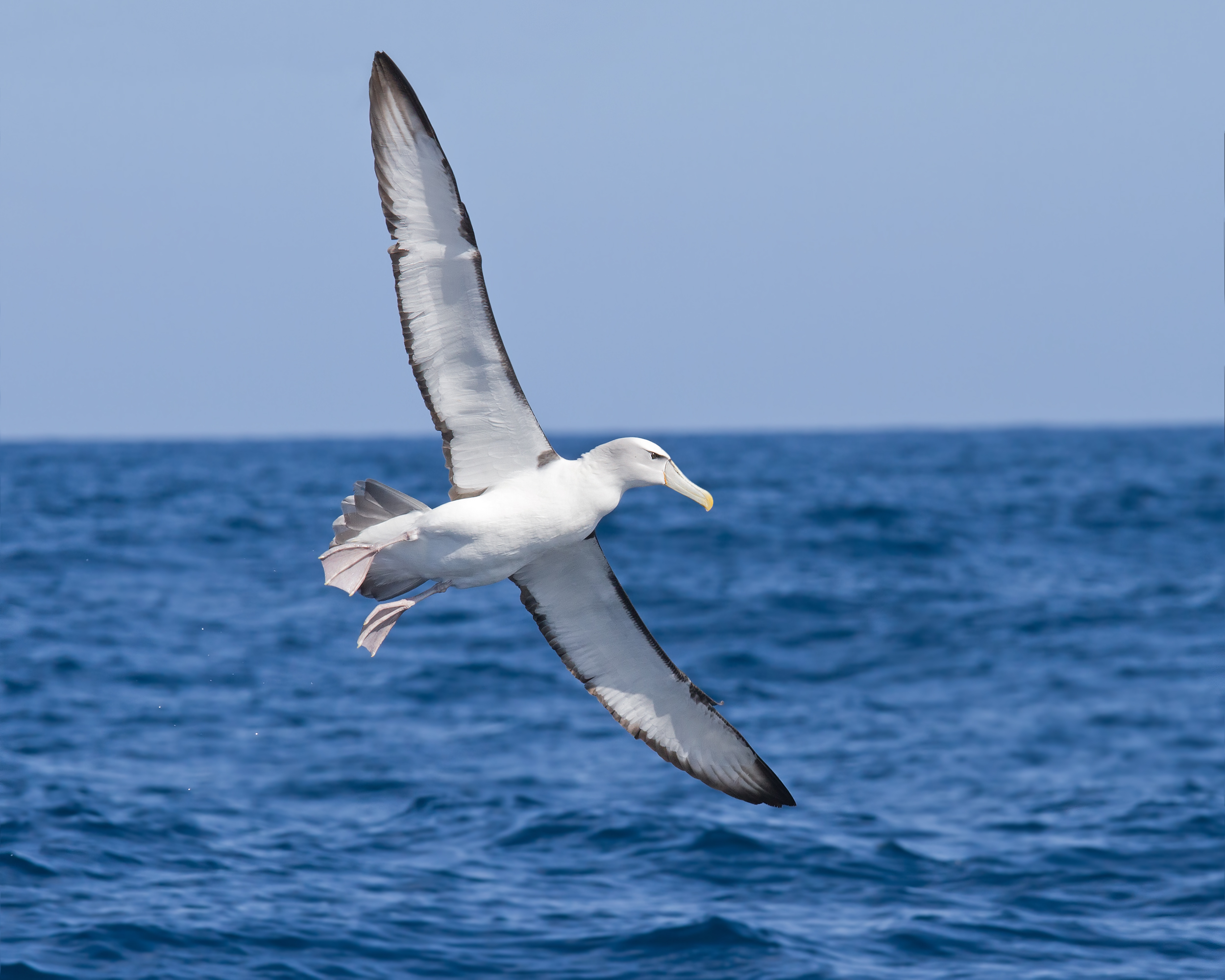
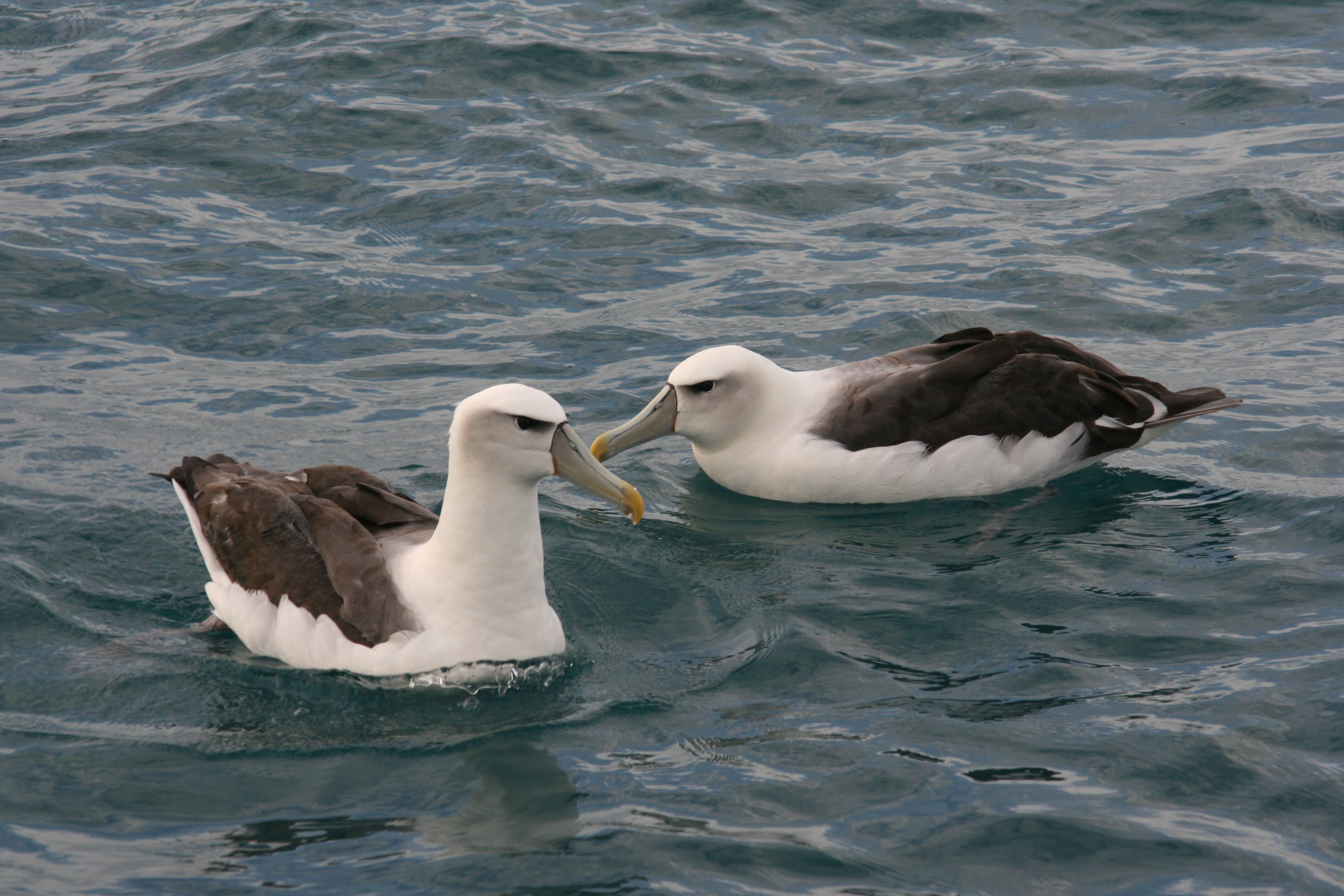
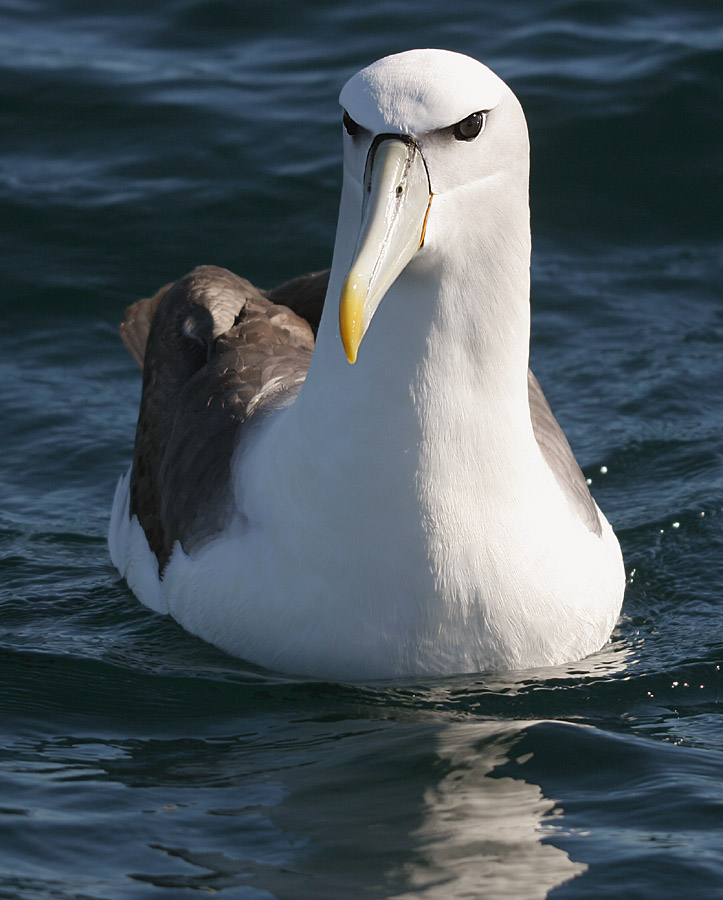

## Status
Denna art häckar endast på tre öar och är därför känslig för plötsliga händelser och mänsklig aktivitet. Internationella naturvårdsunionen IUCN kategoriserar därför gråkindad albatross som nära hotad (NT). Världspopulationen uppskattas till mellan 29 800 och 33 400 vuxna individer och beståndet anses vara stabilt.